# Claude Sage
 (novembre 2020).
Si vous disposez d'ouvrages ou d'articles de référence ou si vous connaissez des sites web de qualité traitant du thème abordé ici, merci de compléter l'article en donnant les références utiles à sa vérifiabilité et en les liant à la section « Notes et références ».
Pour les articles homonymes, voir Sage (homonymie).
Claude Sage est un homme d'affaires suisse né le 7 octobre 1934 à Genève, administrateur délégué du Circuit Paul Ricard.

## Biographie
Claude François Sage naît le 7 octobre 1934 à Genève. Il a fait des études secondaires au collège Scientifique de Lausanne, et a obtienu un baccalauréat à Fribourg. Il sortira diplômé de l'Université de Lausanne d'une licence et d'un master en Sciences économiques et commerciales.
Il fut rédacteur auprès de la Revue Automobile (Berne).
Fondateur, puis directeur général de Performance Cars SA (société de distribution des produits Ford de sport : GT 40, Shelby, Cobra, Cortina Lotus).
Directeur de la Scuderia Filipinetti, il a participé avec Herbert Müller aux 24 Heures du Mans 1964 au volant d'une Porsche 904/4 GTS. 
Fondateur puis directeur général et administrateur délégué de Honda Automobiles Suisse SA (HASSA), société d'importation et de distribution pour la Suisse des automobiles Honda. Il fut consultant pour l'Europe de Honda Motor Co jusqu'à 2003/2004 pour le développement des produits. Il fut proche de Honda F1 durant la période fin des années 70 jusqu'au retrait de la compétition début des années 90.
Dès 2008, il devient administrateur délégué du Président auprès du Circuit Paul Ricard, de l'Hôtel et Spa du Castellet et du Grand Prix Hôtel et Restaurant, ainsi que de l'aéroport international du Castellet.
Ancien vice-président de Auto Suisse (association suisse des importateurs d'automobiles), il est toujours un membre d'honneur.
Il a été le Vice-président pendant plus de dix ans puis Président du Salon International de l'Automobile de Genève de 2002 à 2005 (année du centenaire du salon). Il en est le Président d'honneur.
Initiateur et cofondateur de Geneva Classics (salon de la mobilité ancienne), il est membre du comité.
Initiateur et cofondateur de IAMF (International Advanced Mobility Forum), il est membre du comité.